# Edward Bruce
Edward Bruce (1280 circa – Faughart, 14 ottobre 1318) è stato un condottiero scozzese e fratello minore di Roberto I di Scozia che supportò durante la sua lotta per l'ascesa al trono di Scozia e quindi reclamò per sé la corona di Irlanda divenendo re supremo d'Irlanda dal 1315 fino alla sua morte.

## Al fianco del fratello
Edward Bruce nacque attorno al 1280 da Robert Bruce, VI signore di Annandale (luglio 1243-poco prima del 4 marzo 1304) e Marjorie, Contessa di Carrick (fra il 1253 e il 1256- poco prima del 9 novembre 1292). Edward era il secondo o il terzo di cinque fratelli, escluse le altre sorelle e benché la sua data di nascita sia incerta non può collocarsi molto oltre il 1274, anno di nascita di Robert, il futuro Roberto I di Scozia. Egli infatti era nato in quell'anno e nel 1307, quando ascese al trono, Edward era abbastanza grande per combattere e perché comandasse un esercito. Taluni storici credono che egli sia stato allevato per un certo periodo in Irlanda, probabilmente dal Clan O'Neill dell'Ulster, mentre altri sostengono che sia vissuto presso il Clan dei Mac Eoin Bissett di Glens of Antrim. Edward insieme ai fratelli spalleggiò sempre il fratello Robert nella sua corsa verso il trono di Scozia combattendo al suo fianco, allo stesso modo fecero i loro fratelli minori, Nigel (1280circa-settembre 1306), Thomas (1284 circa-9 febbraio 1307) ed Alexander (1285circa-9 febbraio 1307) che vennero tutti catturati e uccisi dagli inglesi.
Edward partecipò alla presa e alla distruzione di diversi castelli scozzesi che erano in mano inglese, durante l'assedio al Castello di Stirling fece un patto con il suo custode inglese, Philip Mowbray, secondo il quale se entro l'estate non fossero giunti rinforzi atti a che gli inglesi mantenessero la loro posizione il castello sarebbe stato ceduto ai Bruce. Il tempo non mancò e questo portò alla Battaglia di Bannockburn durante la quale Edward comandò uno Schiltron. Fra il 1309 e il 1313 egli venne anche creato Conte di Carrick. In quegli stessi anni Edward ebbe un figlio, Alexander Bruce, Conte di Carrick (morto nel 1333) da Isabel de Strathbogie, figlia di John de Strathbogie, IX conte di Atholl (1266circa-7 novembre 1306). Documenti che attestino la loro unione non ne esistono ed è quindi possibile che i due fossero semplicemente amanti.

## Verso la conquista dell'Irlanda
L'Irlanda sin dagli inizi del XIV secolo era rimasta, di fatto, senza un sovrano da quando Ruaidri mac Tairrdelbach Ua Conchobair era stato deposto nel 1186 dal figlio Conchobar Maenmaige Ua Conchobair. Il paese a quel punto si divise fra i Signori d'Irlanda e i Signori Anglo-irlandesi e solo nel 1258 di comune accordo elessero a sovrano Brian Ua Neill che era poi deceduto nel 1260 alla battaglia di Druim Dearg del 14 maggio. Edward discendeva per parte di padre da Eva MacMurrough che era a sua volta una nipote di Diarmuid Mac Murchadha Caomhánach e una lontana di discendente del mitico Brian Boru, discendenza che si rifletteva su Edward e che risaliva ancora fino a Amlaíb Cuarán, uno dei sovrani della dinastia vichingo-gaelica. Per altro la famiglia di Edward vantava una discendenza anche dai Signori di Galloway che era una branca del Regno dell'isola di Man da cui era nato Somerled, progenitore dei Clan Donald e MacDougall. Uno degli scopi di Edward nell'invadere l'Irlanda era quello di creare un secondo fronte nella guerra che si andava prospettando con gli inglesi, così da stornare una buona quantità di uomini abili e finanze andando a creare caos sull'isola. La situazione si fece pericolosa quando gli inglesi si riappropriarono dell'Isola di Man nel gennaio 1315 arrivando quindi a minacciare il sud-ovest della Scozia e riaprendo un possibile canale di aiuti che sarebbe arrivato agli inglesi dai Signori Anglo-irlandesi.
In quello stesso periodo arrivò ai fratelli Bruce la richiesta di aiuto del re di Tír Eóghain, Domhnall mac Briain Ó Néill, il quale era vessato dalle incursioni degli anglo-irlandesi da est e da quelle dei Conti dell'Ulster da est e da ovest. O'Neill chiese quindi aiuto per riappropriarsi delle proprie terre ed Edward e Robert acconsentirono a patto che egli appoggiasse poi la nomina di Edward quale re d'Irlanda. I due infatti immaginavano di poter governare separatamente Scozia e Irlanda, dopo di che Robert si sarebbe ripreso l'Isola di Man mentre Edward avrebbe potuto cercare di strappare il Galles agli inglesi contando sull'aiuto dei gallesi stessi. O'Neill accettò le condizioni a nome suo e dei suoi vassalli e i preparativi per l'invasione ebbero inizio. A questo punto Ruggero Mortimer, I conte di March ebbe voce che si preparava un'invasione dell'Irlanda ed egli stesso vi si recò giacché egli aveva delle terre attorno alla zona di Trim.

## La presa dell'Irlanda
Il 26 maggio 1315 Edward e i suoi uomini sbarcarono presso Larne, mentre Robert era partito per le Ebridi esterne insieme al genero Walter Stewart. Poco dopo lo sbarco Edward si era trovato a dover fronteggiare i vassalli dei conti dell'Ulster quali i de Mandevilles, Savages, Logans, i Mac Eoin Bissett e i loro alleati irlandesi capeggiati da Thomas de Mandeville. Per gli scozzesi, comandati da Thomas Randolph vi fu una vittoria e poco dopo riuscirono a conquistare la città, anche se non il castello di Carrickfergus. Ai primi di giugno O'Neill insieme a circa dodici fra vassalli e signori dell'Irlanda del nord incontrarono Edward a Carrickfergus giurandogli fedeltà quale re supremo d'Irlanda. A dispetto di questo egli non ricevette mai altro che la pura ricognizione nominale del suo ruolo dalla maggior parte dei grandi Signori d'Irlanda e nei tre anni seguenti egli fu ignorato da coloro i quali non erano direttamente interessati a lui. A dispetto di questo Edward fu in grado di governare la maggior parte dell'Ulster centrale e orientale. Nel tardo mese di giugno egli si diresse verso Magh Line per poi dirigersi a sud in direzione del passo di Moiry.
Questa era una strada che per secoli era stata il passaggio meridionale che dall'Ulster portava al Regno di Mide, di Leinster e di Munster, ma a causa della sua strettezza era stata spesso teatro di imboscate. Qui Edward si scontrò con i Mac Duilechain di Clanbrassil e i Mac Artain di Iveagh, che gli si erano sottomessi poco prima, ma il loro tentativo di tendergli un agguato fallì e gli scozzesi raggiunsero e bruciarono il castello di Roche di proprietà della famiglia de Verdon, il 29 giugno Edoardo attaccò e conquistò la città di Dundalk, anch'essa di dominio dei de Verdon. In luglio due eserciti si prepararono ad affrontare gli scozzesi unendosi poco a sud di Ardee, uno di essi proveniva dal Connacht ed era comandato dal suocero di Robert, Richard de Burgh, II conte dell'Ulster e dal suo alleato, nonché re del Connacht, Fedlim Ó Conchobair (1293-1316).
Il secondo consisteva di uomini raccolti nel Munster e nel Leinster dal Giustiziere Edmund Butler of Ormonde. L'esercito di Edward si trovava a Inniskeen e fra questo e Ardee v'era il villaggio di Louth, De Burgh spostò il suo esercito a nord di questi, mentre suo cugino William Liath de Burgh tentò di tendere un'imboscata all'esercito di Edward. Nelle schermaglie che seguirono gli scozzesi persero diversi uomini, ma Edward si rifiutò di combattere e insieme a O'Neill si ritirò verso Coleraine, una cittadina situata a nord. Questa venne bruciata e i suoi ponti distrutti dopodiché gli scozzesi si prepararono a fronteggiare l'esercito nemico inseguendoli sulla riva opposta del fiume. Poiché però entrambi gli eserciti si trovarono presto in scarsità di viveri dovettero ritornare ai rispettivi acquartieramenti. Una volta lì Edward spedì un messaggio al sovrano del Connacht e un altro a Cathal Ua Conchobair, un suo rivale, promettendo loro supporto se si fossero arresi, Cathal ne approfittò e, riuscito ad arrivare nel Connacht, si proclamò re, lasciando a Felim solo la scelta di arrendersi.
Per de Burgh le cose si misero al peggio, i suoi alleati si stavano defilando uno dopo l'altro tornando nel Connacht insieme ai loro eserciti probabilmente per fronteggiare il conflitto interno che si andava profilando. In agosto Edward attraversò il Bann spingendo de Burgh a ritirarsi verso Connor e quando agli inizi di settembre gli uomini di de Burgh vennero sconfitti spingendolo a ritirarsi al Castello di Carrickfergus. In Inghilterra intanto Edoardo II d'Inghilterra aveva preso coscienza della gravità della situazione e ordinò un'assemblea dei signori anglo-irlandesi che si tenne a Dublino in ottobre, ma non venne presa nessuna decisione effettiva. Intanto Edward marciò verso sud dove, il 30 ottobre, incontrò Mortimer presso Kells, quest'ultimo aveva messo insieme un esercito di tutto rispetto attingendo dai signori anglo-irlandesi e dai vassalli gaelici, ma anche Edward era stato rimpolpato dagli uomini inviatigli da Moray. Il 6 e 7 novembre si combatté la battaglia di Kells dove Edward riportò una vittoria netta, Mortimer si ritirò a Dublino da dove salpò immediatamente per chiedere a Edoardo II ulteriori rinforzi.

## L'ultimo anno
Il regno di Edward fu breve e niente affatto pacifico. Nel 1317 dovette fronteggiare una grave carestia che per oltre un anno permise a malapena a lui e a suoi uomini di sopravvivere e di poter provvedere ai sudditi. Più o meno in quel periodo pare che Edward si sia sposato con Isabella de Ross, una delle figlie di Uilleam II, Conte di Ross (1274-1323), ma non si sa le nozze abbiano effettivamente avuto luogo. Nella tarda estate del 1318 John de Bermingham, I conte di Louth, uno dei signori anglo-irlandesi, imbracciò le armi contro Edward, il 14 ottobre i due eserciti si scontrarono un'ultima volta alla battaglia di Faughart dove Edward venne ucciso. Il suo corpo venne fatto a pezzi e mandato in varie città d'Irlanda, mentre la testa venne messa sotto sale e mandata ad Edoardo II. Venne sepolto nei pressi di Faughart, nella chiesa locale.

## Ascendenza
|                                       |                    |                                                 | Genitori                                   |  |  | Nonni |  |  | Bisnonni                              |  |  | Trisnonni                               |  |
|                                       |                    |                                                 |                                            |  |  |       |  |  | Robert Bruce, IV Signore di Annandale |  |  | William Bruce, III Signore di Annandale |  |
|                                       |                    |                                                 |                                            |  |  |       |  |  | Robert Bruce, IV Signore di Annandale |  |  | William Bruce, III Signore di Annandale |  |
|                                       |                    | Christina                                       |                                            |  |  |       |  |  | Robert Bruce, IV Signore di Annandale |  |  |                                         |  |
| Robert Bruce, V Signore di Annandale  |                    |                                                 |                                            |  |  |       |  |  | Robert Bruce, IV Signore di Annandale |  |  |                                         |  |
|                                       |                    | Isobel di Huntingdon                            | Davide di Scozia                           |  |  |       |  |  |                                       |  |  |                                         |  |
|                                       |                    | Isobel di Huntingdon                            | Davide di Scozia                           |  |  |       |  |  |                                       |  |  |                                         |  |
|                                       |                    | Isobel di Huntingdon                            | Matilda di Chester                         |  |  |       |  |  |                                       |  |  |                                         |  |
| Robert Bruce, VI signore di Annandale |                    | Isobel di Huntingdon                            |                                            |  |  |       |  |  |                                       |  |  |                                         |  |
|                                       |                    | Gilberto di Clare, V conte di Gloucester        | Richard de Clare, III conte di Hertford    |  |  |       |  |  |                                       |  |  |                                         |  |
|                                       |                    | Gilberto di Clare, V conte di Gloucester        | Richard de Clare, III conte di Hertford    |  |  |       |  |  |                                       |  |  |                                         |  |
|                                       |                    | Gilberto di Clare, V conte di Gloucester        | Amice FitzRobert                           |  |  |       |  |  |                                       |  |  |                                         |  |
| Isabella di Clare                     |                    | Gilberto di Clare, V conte di Gloucester        |                                            |  |  |       |  |  |                                       |  |  |                                         |  |
|                                       |                    | Isabella di Pembroke                            | Guglielmo il Maresciallo                   |  |  |       |  |  |                                       |  |  |                                         |  |
|                                       |                    | Isabella di Pembroke                            | Guglielmo il Maresciallo                   |  |  |       |  |  |                                       |  |  |                                         |  |
|                                       |                    | Isabella di Pembroke                            | Isabella di Clare, IV contessa di Pembroke |  |  |       |  |  |                                       |  |  |                                         |  |
| Edward Bruce                          |                    | Isabella di Pembroke                            |                                            |  |  |       |  |  |                                       |  |  |                                         |  |
|                                       | Cailean di Carrick | Donnchadh, conte di Carrick                     |                                            |  |  |       |  |  |                                       |  |  |                                         |  |
|                                       | Cailean di Carrick | Donnchadh, conte di Carrick                     |                                            |  |  |       |  |  |                                       |  |  |                                         |  |
|                                       | Cailean di Carrick | Avelina FitzWalter                              |                                            |  |  |       |  |  |                                       |  |  |                                         |  |
| Niall, conte di Carrick               | Cailean di Carrick |                                                 |                                            |  |  |       |  |  |                                       |  |  |                                         |  |
|                                       |                    | una figlia di Niall Ruadh Ó Néill               | Niall Ruadh Ó Néill                        |  |  |       |  |  |                                       |  |  |                                         |  |
|                                       |                    | una figlia di Niall Ruadh Ó Néill               | Niall Ruadh Ó Néill                        |  |  |       |  |  |                                       |  |  |                                         |  |
|                                       |                    | una figlia di Niall Ruadh Ó Néill               | …                                          |  |  |       |  |  |                                       |  |  |                                         |  |
| Marjorie, Contessa di Carrick         |                    | una figlia di Niall Ruadh Ó Néill               |                                            |  |  |       |  |  |                                       |  |  |                                         |  |
|                                       |                    | Walter Stewart, III Grande Intendente di Scozia | Alan fitz Walter                           |  |  |       |  |  |                                       |  |  |                                         |  |
|                                       |                    | Walter Stewart, III Grande Intendente di Scozia | Alan fitz Walter                           |  |  |       |  |  |                                       |  |  |                                         |  |
|                                       |                    | Walter Stewart, III Grande Intendente di Scozia | incerta                                    |  |  |       |  |  |                                       |  |  |                                         |  |
| Margaret Stewart                      |                    | Walter Stewart, III Grande Intendente di Scozia |                                            |  |  |       |  |  |                                       |  |  |                                         |  |
|                                       |                    | Bethóc di Angus                                 | Gille Críst, conte di Angus                |  |  |       |  |  |                                       |  |  |                                         |  |
|                                       |                    | Bethóc di Angus                                 | Gille Críst, conte di Angus                |  |  |       |  |  |                                       |  |  |                                         |  |
|                                       |                    | Bethóc di Angus                                 | Marjorie di Huntingdon                     |  |  |       |  |  |                                       |  |  |                                         |  |
|                                       |                    | Bethóc di Angus                                 |                                            |  |  |       |  |  |                                       |  |  |                                         |  |